# Martinus Olai Muncthelius
Martinus Olai Muncthelius, född 1 november 1620 i Köpings stadsförsamling, Kopparbergs län, död 27 juli 1691 i Säters stadsförsamling, Kopparbergs län, var en svensk präst och riksdagsman.

## Biografi
Martinus Muncthelius föddes 1620 i Köpings församling. Han var son till handlanden Olof Olofsson och Dordi Andersdotter som senare bosattes sig på Helgestad i Munktorps församling. Muncthelius studerade vid skola och gymnasium och arbetade under ett år som pedagog i Munktorp. Han blev 1648 student vid Uppsala universitet. Han prästvigdes 20 september 1657 och blev konsistorienotarie och gymnasieadjunkt i Västerås 1659. Muncthelius blev 1660 rektor vid Köpings trivialskola och 1663 konrektor vid Västerås trivialskola. Han blev i mars 1664 assessor vid Västerås domkapitel och fick under tiden beröm av dåvarande biskopen. 1668 blev han rektor vid skolan. Munchtelius blev 1668 kyrkoherde i Svedvi församling. Han föreslogs 1671 att bli kyrkoherde över Säters stadsförsamling, tillträde samma år. Munchtelius avled 1691 i Säters stadsförsamling och begravdes 20 september samma år av biskopen Carolus Carlsson.
Munchtelius var känd för sin kunskap och goda uppförande. Han var riksdagsman vid Riksdagen 1686.

## Familj
Muncthelius gifte sig 1664 med Anna Barchius (1647–1713). Hon var dotter till kyrkoherden Laurentius Petri Ferneboensis och 
Anna Blackstadia i Stora Tuna församling. De fick tillsammans barnen Catharina Muncktell som var gift med kyrkoherden Thomas Schultze i Norrbärke församling, Christina Muncktell som var gift med kyrkoherden Samuel Elai Terserus i Säters stadsförsamling, Elisabeth Muncktell som var gift med rådmannen Johan Schultze i Säters stad, Sara Muncktell som var gift med kyrkoherden G. Gezelius och Abraham Morström i Vika församling, Margareta Muncktell som var gift med bruksinspektorn J. Groth, direktören Johan Muncktell i Falun och Anna Dorothea Muncktell som var gift med kyrkoherden Georg Swederus i Barkarö församling.